# Трофічна виразка
Трофічні виразки — тривалі дефекти тканин, що дуже повільно гояться при адекватному лікуванні. Більшість з них є ускладненням перебігу варикозного розширення вен, яке приводить до хронічної венозної недостатності. Найчастіше виразки локалізуються на нижній третині гомілки. Хвороба може ускладнюватися вторинною інфекцією — бешихою.
Симптоми трофічної виразки: шкіра довкола виразки набрякла, ущільнена. Часто бувають мокнуча екзема, дерматит.

## Лікування
Для лікування трофічних виразок застосовують консервативні та оперативні методи. При консервативному лікуванні залежно від етіопатогенеза трофічних виразок призначають судинорозширювальні та антибактеріальні засоби, вітаміни, протеолітичні ферментні препарати, антикоагулянти і дезагреганти.
Показані місцеві пов'язки з препаратами на основі колагену, желатину, фібрину, довгострокові пов'язки (цинк-желатинові). Бажано проводити лікування в умовах максимального спокою.
Основною метою фізіотерапії трофічних виразок є поліпшення мікроциркуляції в зоні виразкового дефекту з нормалізацією відтоку і притоку крові (залежно від причини, що спричинила появу виразки). Для досягнення цієї мети перш за все необхідно лікувати те захворювання, яке ускладнилося розвитком трофічних виразок.
Окрім основної мети, при проведенні фізіотерапії необхідно вирішувати завдання боротьби з інфекцією, стимуляції адаптаційно-трофічної функції симпатичної нервової системи, зростання грануляції та епітелізації, знеболювання, нормалізації метаболічних процесів.
Фізичні методи лікування направлені на зменшення ішемії (судинорозширювальні, антигіпоксичні та антиоксидантні методи), зменшення запалення (протизапальні методи), посилення трофіки і метаболізму тканин (репаративно-регенеративні фібромодулюючі методи) і загибель мікроорганізмів (бактерицидні методи).